# Зульфикар хан Афшар
Зульфикар хан Афшар (азерб. Zülfiqar xan Əmirli-Avşar),  (1700—1763) — хан Зенджана (1747 — 1780).

## Биография
Зульфикар хан родился около 1700 года в афшарской семье. Отец его Мухаммед-хан происходил из рода Амирлу тюркского племени афшар.
Надир-шах принял Зульфикар хана очень благосклонно и пригласил поступить к себе на службу. Он несомненно был талантливым, отважным и умным полководцем. Зульфикар-хан пользовался большим влиянием при Надир-шахе. Он давно уже стремился играть видную роль и занять влиятельное положение в стране.
После смерти Карим-хана в 1779 г. он решил, по-видимому, использовать сложившуюся обстановку в Иране и захватить верховную власть в стране. Для этого Зульфикар-хану необходимо было подчинить полностью Али Мурад-хана своей власти.Между ними завязалась борьба, перешедшая в открытое столкновение между войсками обеих сторон.
Зульфикар хан бежал из Зенджана в Хальхал, за помощью к афшарам. Хан Хальхала Амиргунэ-хан взял в плен и отдал Али Мурад-хану.
Зульфикар хан Афшар был казнен в 1780 году.